# Lasionycta subfuscula
Lasionycta subfuscula es una especie de mariposa nocturna de la familia Noctuidae.
Habita en zonas de transición y bosques subalpinos, distribuyéndose desde el suroeste de Columbia Británica y suroeste de Alberta hasta el sur de Oregón en el oeste y al sur de Colorado y Utah en las Montañas Rocosas.
Los adultos vuelan desde mediados de junio hasta principios de septiembre. Es nocturna, y le atrae la luz.

## Subespecies

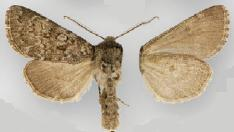
Lasionycta subfuscula livida macho

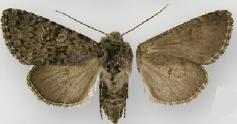
Lasionycta subfuscula livida hembra

- Lasionycta subfuscula subfuscula (desde la cordillera Wind River de Wyoming y el sudeste de Idaho hasta el sur de Colorado y Utah)

- Lasionycta subfuscula livida (desde el suroeste de Columbia Británica y el extremo suroeste de Alberta hasta el sur de Oregón)